# داپسیمنی-دونگ
داپسیمنی-دونگ (به لاتین: Dapsimni-dong) یک منطقهٔ مسکونی در کره جنوبی است که در Dongdaemun District واقع شده‌است.